# Лежа
Вижте пояснителната страница за други значения на Лежа.
Лежа или Леж (на албански: Lezhë) е град в Северна Албания, център на едноименния окръг Лежа и област Лежа. Лежа е седалище и на едноименния католически епископат.

## Местоположение
Разположен е на около 3 km от Адриатическо море в крайбрежната равнина и на 50 km западно от столицата Тирана в най-близката точка на морето по права линия от албанската столица. Мястото на което е разположен градът е частично обградено от малък пасаж възвишения (верига от хълмове), своеобразно продължение на северноалбанските планини към морето. Районът е заблатен и покрит с многобройни крайбрежни езера, част от които са пресушени с принудителен труд по времето на Енвер Ходжа.

## История
Лежа е известен повече със средновековното си латинско име Алесио, като в различни източници се среща и като Lis, Lissus или Lesh Bythe.
През античността първоначално градът фигурира като илирийско селище, но се счита, че е основан от Дионисий I от Сиракуза през 385 г. пр.н.е. под гръцкото име (лат.) Lissos, като по-късно под видоизмененото му първоначално име Lissus е включен и е известен градски център на Нов Епир.
През древногръция му период античното селище разполага с Акропол над града, който гледа към него и морето и е изграден през 8 век пр.н.е.
По време на Втората македонска война древногръцката колония е завладяна през 213 г. пр.н.е. от македонския цар Филип. През 168 г. пр.н.е. крепостта е завладяна от римляните, след което градът приема латинското име Lissus с което е включен адинистративно към провинция Македония. При разделянето на Римската империя на две през 395 г., градът попада във владенията на Източната Римска империя (Византия) и от 8 век е част от византийската тема Дирахиум.
За период от близо век (началото на 10 - до началото на 11 век), градът е включен в границите на Първата българска държава. През 1343 г. градът е завладян от Стефан Душан, а след смъртта му е в притежание на Балшите, от които през 1387 г. преминава във владение на аристократичното семейство Дукагини, които от своя страна го преотстъпват на Венецианската република през 1393 година (в годината на падането на Търново). По време на венецианското му владение, по правило градът като морски адриатически порт е търговски център на особено важната търговия със сол със западните български земи.
През средновековието градът придобива известност най-вече с основаната тук през 1444 г. от Скендербег и кръстена по него Лежка лига, чиято цел е борба срещу османските нашественици на Балканите и в частност в албанските владения.
Скендербег е погребан в катедралата в Лежа, която е посветена на Свети Никола.
По османско време продължава използването за военни цели на средновековната крепост над града.

## Личности
Починали в Лежа
- Борко Пащрович (1875- 1912), сръбски офицер и революционер